# يويا ناكاساكا
يويا ناكاساكا (باليابانية: 中坂 勇哉) (8 مايو 1997 في توكوشيما في اليابان – )؛ هو لاعب كرة قدم ياباني سابق كان يلعب كلاعب وسط.

## وصلات خارجية
- يويا ناكاساكا على موقع رابطة كرة القدم اليابانية للمحترفين (اليابانية)
- يويا ناكاساكا على موقع قاعدة بيانات كرة القدم.إي يو (الإنجليزية)
- يويا ناكاساكا على موقع Soccerway.com (الإنجليزية)
- يويا ناكاساكا على موقع عالم كرة القدم.نت (الإنجليزية)
- يويا ناكاساكا على موقع كووورة